# عذارى الشمس
أكلا (بالإنجليزية: Aclla)‏ أطلق اسم «أكلا» على عذارى الشمس (Virgins of the Sun) المقدسات بين الإنكا. وكن يخترن بين الثامنة والعاشرة (ويقال بين العاشرة والرابعة عشرة). وهن دائما مستعدات للقربان البشري عندما تكون هناك أزمة إلهية (وباء، زلزال، فيضان، اندحار في معركة... وكل ما يعزى إلى الآلهة) ويأمر الكهنة بتقديمهن قرابين بمراسيم خاصة واحتفالات مهيبة، حتى ترضى الآلهة.